# Micronaclia eleonora
Micronaclia eleonora är en fjärilsart som beskrevs av Charles Oberthür. Micronaclia eleonora ingår i släktet Micronaclia och familjen björnspinnare. Inga underarter finns listade i Catalogue of Life.